# Parafia Matki Bożej Pośredniczki Wszelkich Łask w Tychach
Parafia Matki Bożej Pośredniczki Wszelkich Łask – rzymskokatolicka parafia znajdująca się w Tychach, w dzielnicy Urbanowice. Parafia należy do dekanatu Tychy Stare w archidiecezji katowickiej.
Parafia istnieje od 20 grudnia 1957 r.
Proboszczem parafii od roku 2024 jest ks. Adam Kępowicz.